# West Peckham
West Peckham är en ort och civil parish i grevskapet Kent i sydöstra England. Orten ligger i distriktet Tonbridge and Malling, cirka 9 kilometer nordost om Tonbridge och cirka 6 kilometer sydväst om West Malling. Civil parishen hade 346 invånare vid folkräkningen år 2021.